# Nowikombank
Nowikombank (russisch Новикомбанк) ist ein russisches Kreditinstitut mit Hauptsitz in Moskau. Das Kreditinstitut ist Teil der staatlichen Rostec-Gruppe, die durch die Bank auch als „Schlüsselpartner“ bezeichnet wird.
Das Institut wurde 1993 gegründet und 2016 vollständig durch den Staatskonzern Rostec übernommen. Rostec bezeichnet die Nowikombank als eine der 25 größten Banken Russlands und als Rostecs „Kernbank“.
Im Zusammenhang mit dem Überfall Russlands auf die Ukraine 2022 wurde die Bank von der EU sanktioniert und aus SWIFT ausgeschlossen.